# Hy-Vee
Hy-Vee, Inc. (prononcé en français : [haɪˈvi]) est une enseigne de grande distribution de type coopérative, appartenant à ses employés, située dans le Midwest et le sud des États-Unis, avec plus de 280 emplacements dans l'Iowa, l'Illinois, le Kansas, le Minnesota, le Missouri, le Nebraska, le Dakota du Sud et le Wisconsin.

## Histoire

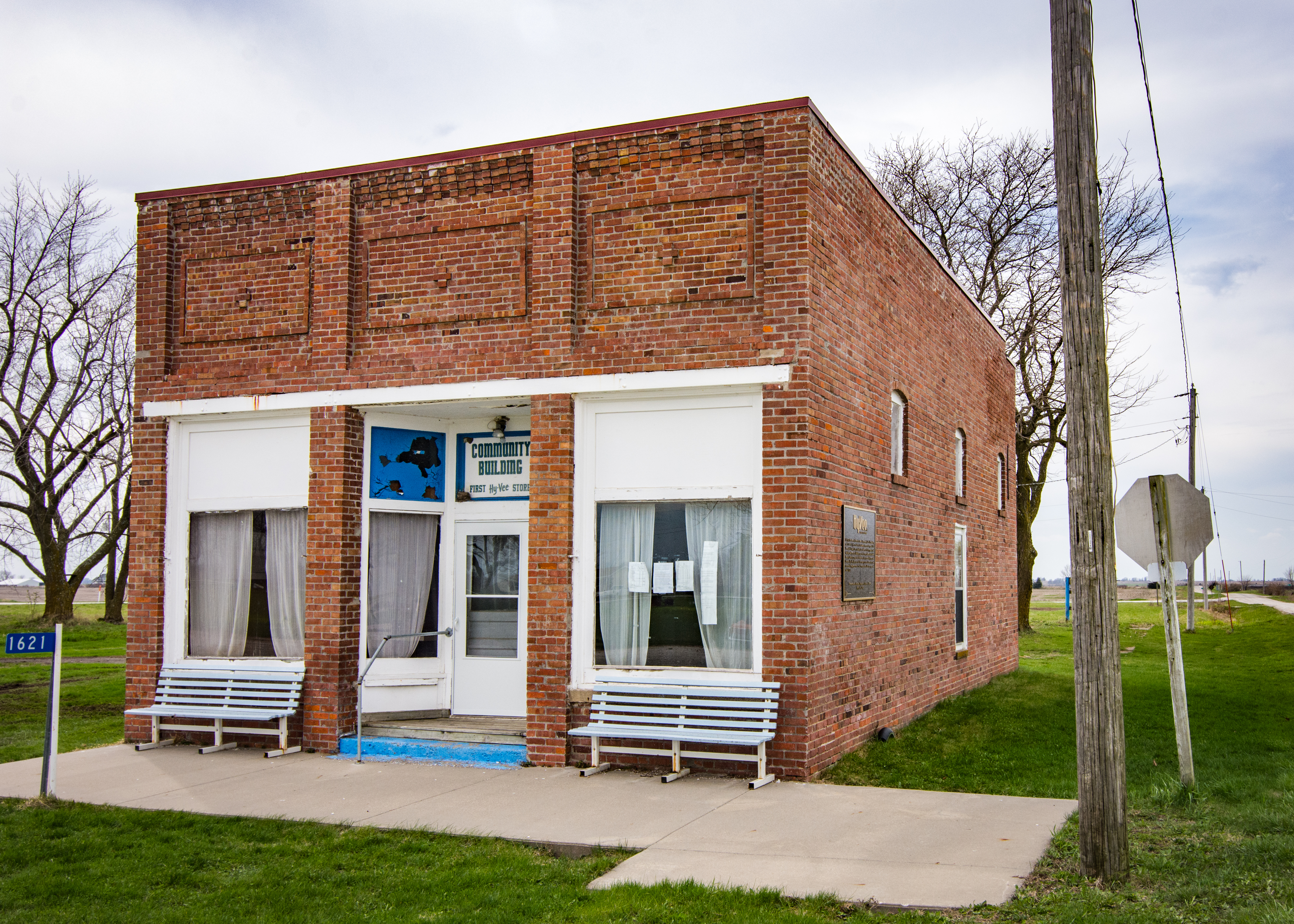
The Beaconsfield Supply Store à Beaconsfield (Iowa).

Hy-Vee a été fondée en 1930 par Charles Hyde et David Vredenburg à Beaconsfield (Iowa), dans un petit bâtiment en brique connu sous le nom de Beaconsfield Supply Store, qui est inscrit au Registre national des lieux historiques.

## Présentation
Les plus grands magasins Hy-Vee sont des supermarchés incluant boulangeries, charcuteries, fleuristes, services de restauration sur place et à emporter, vente de vins et spiritueux, pharmacies, bars à salades, cliniques de santé, HealthMarkets (produits naturels et biologiques) et kiosques à café (Caribou Coffee (en) et Starbucks). 

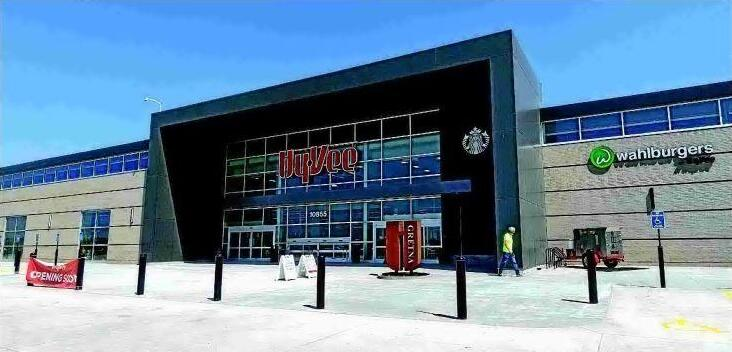
Le plus grand magasin Hy-Vee à Gretna (Nebraska).

Hy-Vee maintient des stations-service avec des magasins de proximité, des centres de fitness et des restaurants à service complet sur certaines de ses propriétés, y compris Wahlburgers (en), une chaîne rendue célèbre par la télé-réalité du même nom (en) sur A&E. Le plus grand magasin Hy-Vee aux États-Unis a ouvert le 13 juin 2023, à Gretna (Nebraska).

## Dans la culture
- Le slogan publicitaire de longue date de Hy-Vee, Where there's a helpful smile in every aisle (Où il y a un sourire serviable dans chaque allée), a été adopté pour le premier spot télévisé de la chaîne en 1963. Le slogan est devenu un jingle dans les années 1990 avec la musique de Annie Meacham et James Poulsen.

- Le quaterback Kurt Warner a travaillé comme magasinier pour un magasin Hy-Wee à Cedar Falls (Iowa) de 1994 à 1995 (avant de percer en NFL)[1], comme cela est raconté dans le film American Underdog dans lequel son personnage est interprété par Zachary Levi.